# Reliquia
Reliquia is een geslacht in de orde van de Lepidoptera (vlinders) familie van de Pieridae (Witjes).
Reliquia werd in 1975 beschreven door Philip Ronald Ackery.

## Soort
Reliquia omvat de volgende soort:
- Reliquia santamarta - Ackery, 1975